# Cassinijev identitet
Cassinijev identitet je jednakost u elementarnoj teoriji brojeva koja povezuje uzastopnu trojku Fibonaccijevog niza.
Identitet je 1680. otkrio poznati talijanski matematičar Giovanni Domenico Cassini (1635. – 1712.), a dokazao ga je škotski matematičar Robert Simson (1687.  – 1768.) i to 1753. godine.
Podsjetimo se da Fibonaccijev niz glasi 1, 1, 2, 3, 5, 8, 13, ... U tom je nizu svaki član, počevši od trećeg, suma svoja dva neposredna prethodnika. Dakle, vrijedi {\displaystyle F_{n+1}=F_{n}+F_{n-1},n\geq 2.}
Cassinijev identitet tvrdi: 
{\displaystyle F_{n+1}F_{n-1}=F_{n}F_{n}+(-1)^{n},n\geq 2.}
Ono što se uočava prvo je da vrijedi {\displaystyle F_{n+1}>F_{n},F_{n-1}<F_{n}} pa vidimo da Cassinijev identitet opisuje svojevrsnu "ravnotežu" među ova dva umnoška. Ipak, nije odmah očito da se {\displaystyle F_{n+1}F_{n-1},F_{n}F_{n}} razlikuju točno za 1 pa ćemo ovaj teorem ispod i dokazati.

## Dokaz
Ovaj se identitet lako može dokazati metodom matematičke indukcije pa ćemo to na ovom mjestu i učiniti.
Vidimo da, u ovisnosti o parnosti broja {\displaystyle n}, izraz {\displaystyle (-1)^{n}} u formuli redom varira: {\displaystyle -1,+1,-1,+1,...}
Provjerimo sada identitet za prvu trojku {\displaystyle (1,1,2).} Zaista, vrijedi {\displaystyle 2\cdot 1=1\cdot 1+1.} Prema tome, 
{\displaystyle F_{n+1}F_{n-1}=F_{n}F_{n}-1} (1) vrijedi za barem jedan broj, {\displaystyle n=2.}
Sada prijeđimo na iduću trojku te konstruirajmo dva umnoška,
{\displaystyle p_{1}=F_{n+2}F_{n+1}} te {\displaystyle p_{2}=F_{n+1}F_{n+1}+1,} dokazat ćemo da su jednaka.
Slijedi niz jednostavnih jednakosti (transformacija): {\displaystyle p_{1}=(F_{n}+F_{n+1})F_{n}=F_{n}F_{n}+F_{n}F_{n+1}.} Sada koristimo (1): {\displaystyle p_{1}=F_{n+1}F_{n-1}-1+F_{n}F_{n+1}} i konačno dobivamo {\displaystyle p_{1}=F_{n+1}(F_{n-1}+F_{n})-1,} odnosno {\displaystyle p_{1}=F_{n+1}F_{n+1}-1} što upravo daje {\displaystyle p_{2}.}
Za sada smo dokazali Cassinijev identitet polovično, a barem za dvije trojke: {\displaystyle (1,1,2)} te {\displaystyle (1,2,3).} Dakle, nije očito da iz {\displaystyle -1} u {\displaystyle +1} opet ciklički slijedi {\displaystyle -1.} Ako to dokažemo, postupak će se ciklički ponavljati i bit ćemo gotovi. 
Zato uzmimo iduću trojku {\displaystyle (F_{n+3},F_{n+1},F_{n}).} Slično kao i prije, konstruirajmo dva umnoška {\displaystyle q_{1}=F_{n+3}F_{n+1},q_{2}=F_{n+2}F_{n+2}+1.} Opet, slijedi niz jednakosti: {\displaystyle q_{1}=(F_{n+1}+F_{n+2})F_{n+1}=F_{n+1}F_{n+1}+F_{n+1}F_{n+2}.} Sada dobivamo {\displaystyle q_{2}=F_{n+2}F_{n}+1+F_{n+1}F_{n+2}} pa je konačno {\displaystyle q_{1}=F_{n+2}(F_{n}+F_{n+1})=q_{2},} što je i trebalo pokazati.